# Cameraria picturatella
Cameraria picturatella är en fjärilsart som först beskrevs av Braun 1916.  Cameraria picturatella ingår i släktet Cameraria och familjen styltmalar. Inga underarter finns listade i Catalogue of Life.